# Dendrobium modestum
Dendrobium modestum är en orkidéart som beskrevs av Heinrich Gustav Reichenbach. Dendrobium modestum ingår i släktet Dendrobium, och familjen orkidéer. Inga underarter finns listade i Catalogue of Life.